# Sauce Reform
La sauce Reform, ou Reform sauce en anglais, est une variante anglaise de la sauce poivrade, plus adaptée à l'accompagnement de gibiers.
Basée et inspirée sur la sauce poivrade, elle est agrémentée de champignons et de truffe noire.
Elle a été inventée aux environs de 1830 par Alexis Soyer du Reform Club situé à Pall Mall à Londres.